# Борковка (міський округ місто Викса)
Борковка (рос. Борковка) — село в Виксинському міському окрузі Нижньогородської області Російської Федерації.
Населення становить 1091 особу. Входить до складу муніципального утворення Міський округ місто Викса.

## Історія
Раніше населений пункт належав до ліквідованого 2011 року Виксинського району. До 2011 року входило до складу муніципального утворення Робітниче селище Ближнє-Пісочне.

## Населення
| 1859 | 1897 | 1905 | 1999  | 2002  | 2010  |
| ---- | ---- | ---- | ----- | ----- | ----- |
| 447  | ↗644 | ↗768 | ↗1022 | ↘1018 | ↗1091 |